# Preiskovalni sodnik
Preiskovalni sodnik je Okrožni sodnik, torej pravnik s pravniškim državnim izpitom, ki je imenovan s strani Državnega zbora RS kot sodnik in ki je razporejen na delovno mesto na enem izmed 11 Okrožnih sodišč v RS in sodi v zadevah pred Okrožnimi sodiščiv zvezi s kazenskim zadevami glede presoje kazenskega prava po kazenskem postopku glede kazenske (sodne) preiskave in odreja določene ukrepe na predlog tožilstva in policije.